# Alan W. Flake
Alan W. Flake ist ein Kinderchirurg am Children’s Hospital of Philadelphia (CHOP) der University of Pennsylvania (UPenn). Er ist ein Experte für pränatale Diagnostik und pränatale Therapie (insbesondere Stammzelltherapie und Gentherapie, z. B. bei Sichelzellkrankheit) und gilt als führend bei der Entwicklung einer künstlichen Gebärmutter.
Flake erwarb 1977 an der University of Arkansas in Fayetteville einen Bachelor in Chemie und 1981 an der University of Arkansas for Medical Sciences in Little Rock einen M.D. als Abschluss des Medizinstudiums. Seine Facharztausbildung in Kinderchirurgie bzw. fetaler Therapie absolvierte er an der University of California, San Francisco und dem CHOP. Flake leitete die Fetalchirurgie am Children’s Hospital of Michigan, bevor er 1996 zurück an das CHOP wechselte. Hier ist er (Stand 2022) Direktor des Center for Fetal Research und hat eine Professur für Kinderchirurgie und an der UPenn eine für operative Geburtshilfe inne.
2021 wurde Flake für seine Forschungen mit dem March of Dimes and Richard B. Johnston, Jr., MD Prize in Developmental Biology ausgezeichnet.
Laut Datenbank Scopus hat Flake einen h-Index von 76 (Stand Februar 2022).